# قانون پخش مولکولی گراهام
قانون پخش مولکولی، نفوذ مولکولی یا واپخش گراهام در سال ۱۸۴۸ میلادی توسط دانشمند فیزیک‌دان و شیمی‌دان اسکاتلندی توماس گراهام بیان شد. گراهام به‌طور تجربی دریافت که سرعت نفوذ گاز با جذر وزن مولکولی ذرات گاز، به‌طور معکوس متناسب است.
رابطهٔ پخش مولکولی گراهام:
{\displaystyle {{\mbox{Rate}}_{1} \over {\mbox{Rate}}_{2}}={\sqrt {M_{2} \over M_{1}}}}
در رابطهٔ بالا:
- Rate1 تجمع گاز اول (حجم یا تعداد مول در واحد زمان) است.
- Rate2 تجمع گاز دوم است.
- M1 جرم مولی گاز اول است.
- M2 جرم مولی گاز دوم است.

بر اساس قانون واپخش گراهام، سرعت نفوذ گازها (تعداد مولکول‌های عبور کرده از حفره در ثانیه) به وزن مولکولی گازها بستگی دارد. در واقع گازهایی که وزن مولکولی کم تری دارند سریع تر از گازهایی که وزن بیشتری دارند، از درون حفره عبور می‌کنند؛ بنابراین گازی که دارای وزن مولکولی پایین‌تری است، سرعت نفوذ مولکولی بالاتری دارد بنابراین زمان مربوط به نفوذ آن کم‌تر است؛ بنابراین مولکول‌های سبک‌تر، سرعت بالاتری دارند. تئوری کامل تری از قانون گراهام سال‌ها بعد به صورت تئوری سینتیکی و جنبشی گازها ارائه شد. قانون گراهام پایه ای برای جداسازی ایزوتوپ ها با انتشار فراهم می کند - روشی که نقش مهمی در توسعه بمب اتمی ایفا کرد.
قانون گراهام برای انتشار مولکولی دقیق ترین است که شامل حرکت گاز در یک زمان به درون حفره است. این تقریبا فقط برای انتشار یک گاز در دیگری یا در هوا  است، زیرا این فرایندها شامل حرکت بیش از یک گاز است.
در شرایط مشابه دما و فشار، جرم مولی متناسب با چگالی جرم است.بنابراین، نرخ انتشار گازهای مختلف به طور معکوس متناسب با جذر چگالی جرم انها است:
که در رابطه زیر: ρ  برار است با چگالی جرمی.

## مثال ها
مثال اول: فرض کنید گاز 1 H2 و گاز 2 O2 باشد. (این مثال برای نسبت بین نرخ دو گاز حل می شود).

بنابراین، مولکول های هیدروژن چهار برابر سریعتر از مولکول های اکسیژن پراکنده میشوند.
قانون گراهام همچنین می تواند برای پیدا کردن وزن مولکولی تقریبی یک گاز استفاده شود اگر یک نوع گاز  شناخته شده باشد و اگر نسبت خاصی بین نرخ دو گاز وجود داشته باشد (مانند مثال قبلی).معادله را می توان برای وزن مولکولی ناشناخته حل کرد.

قانون گراهام پایه و اساس جداسازی اورانیوم 235 از اورانیوم 238 موجود در اورانییت طبیعی (سنگ اورانیوم) در طول پروژه منهتن برای ساخت اولین بمب اتمی بود.دولت ایالات متحده یک کارخانه انتشار گازی در کارخانه مهندسی کلینتون در اوک ریج، تنسی، با هزینه 479 میلیون دلار (معادل 5.8 میلیارد دلار در سال 2021) ساخت.در این کارخانه، اورانیوم از سنگ معدن اورانیوم ابتدا به هگزافلورید اورانیوم تبدیل شد و سپس بارها و بارها مجبور به انتشار از طریق موانع متخلخل شد، هر بار کمی غنی تر در ایزوتوپ اورانیوم 235 کمی سبک تر شد.
مثال دوم: یک گاز ناشناخته 0.25 برابر سریعتر از سرعت خودش منتشر می شود. جرم مولر گاز ناشناخته چیست؟

با استفاده از فرمول انتشار گازی، می توانیم این معادله را حل کنیم.

همان طور که مسئله بیان می کند  میزان انتشار گاز ناشناخته نسبت به گاز هلیوم 0.25 است.
داده ها را در معادله جای گذاری میکنیم. پس در نتیجه:  

## تاریخچه
تحقیقات گراهام در مورد انتشار گازها با خواندن او در مورد مشاهدات شیمیدان المانی یوهان دوبرینر اغاز شد که گاز هیدروژن از یک ترک کوچک در یک بطری شیشه ای سریعتر از هوای اطراف منتشر شده برای جایگزینی ان منتشر می شود.گراهام سرعت انتشار گازها را از طریق پلاگین گچی، از طریق لوله های بسیار ظریف و از طریق روزنه های کوچک اندازه گیری کرد.به این ترتیب او روند را کند کرد تا بتوان آن را به صورت کمی مطالعه کرد.او برای اولین بار در سال 1831 بیان کرد که سرعت ترشح یک گاز با جذر چگالی آن نسبت معکوس دارد و بعداً در سال 1848 نشان داد که این سرعت با جذر جرم مولی نسبت معکوس دارد. گراهام در ادامه به مطالعه انتشار مواد در محلول پرداخت و در این فرآیند کشف کرد که برخی از محلول های ظاهری در واقع سوسپانسیون ذرات بسیار بزرگی هستند که نمی توانند از فیلتر پوستی عبور کنند.او این مواد را کلوئید نامید، اصطلاحی که به دسته مهمی از مواد تقسیم‌بندی شده اشاره می‌کند.
زمانی که گراهام کار خود را انجام داد، مفهوم وزن مولکولی عمدتاً از طریق اندازه گیری گازها ایجاد شد.دانیل برنولی در سال 1738 در کتاب Hydrodynamica پیشنهاد کرد که گرما متناسب با سرعت و در نتیجه انرژی جنبشی ذرات گاز افزایش می یابد. فیزیکدان ایتالیایی آمدئو آووگادرو نیز در سال 1811 پیشنهاد کرد که حجم مساوی از گازهای مختلف حاوی تعداد مساوی مولکول است. بنابراین، وزن مولکولی نسبی دو گاز برابر است با نسبت وزن حجمهای مساوی گازها. بینش آووگادرو همراه با سایر مطالعات رفتار گاز، مبنایی برای کار نظری بعدی فیزیکدان اسکاتلندی جیمز کلرک ماکسول برای توضیح خواص گازها به عنوان مجموعه ای از ذرات کوچک در حال حرکت در فضای عمدتا خالی فراهم کرد.

شاید بزرگ‌ترین موفقیت تئوری جنبشی گازها، آنطور که به آن معروف شد، این بود که برای گازها، دمای اندازه‌گیری شده در مقیاس دمایی کلوین (مطلق) مستقیماً با میانگین انرژی جنبشی مولکول‌های گاز متناسب است. بنابراین قانون گراهام برای انتشار می تواند به عنوان نتیجه ای از برابر بودن انرژی های جنبشی مولکولی در همان دما درک شود.

منطق موارد فوق را می توان به شرح زیر خلاصه کرد:
انرژی جنبشی هر نوع ذره (در این مثال، هیدروژن و اکسیژن، مانند بالا) در داخل سیستم برابر است، همانطور که توسط دمای ترمودینامیکی تعریف شده است:
{\displaystyle {\frac {1}{2}}m_{\rm {H_{2}}}v_{\rm {H_{2}}}^{2}={\frac {1}{2}}m_{\rm {O_{2}}}v_{\rm {O_{2}}}^{2}}
که می توان آن را ساده و بازآرایی کرد:
{\displaystyle {\frac {v_{\rm {H_{2}}}^{2}}{v_{\rm {O_{2}}}^{2}}}={\frac {m_{\rm {O_{2}}}}{m_{\rm {H_{2}}}}}}
یا:
{\displaystyle {\frac {v_{\mathrm {H} _{2}}}{v_{\mathrm {O} _{2}}}}={\sqrt {\frac {m_{\mathrm {O} _{2}}}{m_{\mathrm {H} _{2}}}}}}

بنابراین، هنگام محدود کردن سیستم به عبور ذرات از یک منطقه، قانون گراهام همانطور که در ابتدای این مقاله نوشته شده است ظاهر می شود.

## برخی کاربردها
1. جداسازی هیدروژن سنگین (دوتریم) و هیدروژن.
2. یکی از روش‌های غنی سازی اورانیوم نیز که بر اساس جداسازی هگزافلورید اورانیوم، که آمیخته‌ای از هم پروتون‌های (ایزوتوپ‌های) ۲۳۵ و ۲۳۸ اورانیوم است، به کار می‌رود.
3. دیالیز
4. قانون گراهام در واقع اساس و پایه‌ای را برای تفکیک ایزوتوپ‌ها به وسیلهٔ نفوذ مولکولی، فراهم آورده‌است که این روش می‌تواند نقش بسیار سخت و بحرانی ای را در توسعهٔ بمب اتمی ارائه دهد (مبنایی برای تفکیک ایزوتوپ 235U از 238U).

## جستار های وابسته
- قانون سیورتس
- قانون هنری
- قوانین گاز
- قوانین علمی به نام افراد
- گرانروی
- نیروی پسار
- چگالی بخار